# Christian Vietoris
Christian Vietoris (Gerolstein, 1 de abril de 1989) é um piloto alemão de automobilismo.
Competiu na Fórmula 3 alemã em 2007 e foi campeão da Fórmula BMW em 2006. Em 2011 disputa a temporada de GP2 de 2011 paralelamente a temporada DTM de 2011.